# Koncentrációs tábor

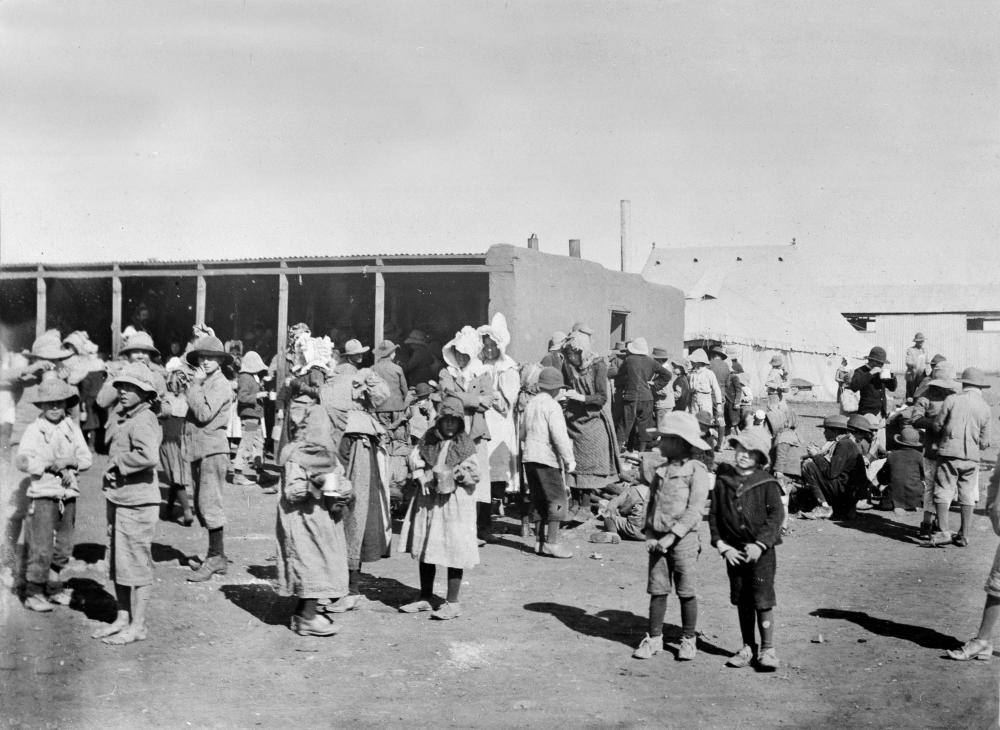
Búr gyermekek és asszonyok a britek által létrehozott koncentrációs táborban a második búr háború idején 1901-ben Dél-Afrikában. Ezek voltak az első mai értelemben vett koncentrációs táborok

A koncentrációs táborok (angolul concentration camp, németül Konzentrationslager, rövidítve KL vagy KZ) egy különösen kegyetlen, elrettentő büntetés-végrehajtási eszköz, lényegében börtön. Sokszor háborúk idején állítják fel az ország hatalmi rendszerének fenntartására. Békeidőben is felállításra kerülhet, ahol a legfőbb cél a politikai ellenfelek megtörése, megsemmisítése. A történelem folyamán először a britek állítottak fel koncentrációs táborokat az angol–búr háborúk idején, bár azt megelőzően évezredekre visszatekintve is találhatunk forrásokat megsemmisítő vagy büntető táborokról. Később még számos más állam is követte példájukat, a 20. században igen elterjedt büntetési forma volt.

## Első táborok
Első felállításra még más néven az amerikai-indián háborúk során került sor, mikor is 1838-ban az USA hadserege jelölt ki rezervátumokat a cseroki indiánok számára, amik lényegében a koncentrációs táborok egyik előképének is tekinthetők. Az amerikai polgárháború idején a Konföderáció andersonville-i börtöntábora funkcionált hasonló módon, aminek vezetőjét, Henry Wirz kapitányt ki is végezték az ottani kegyetlenkedések miatt. Később a kubai-spanyol háborúban is alkalmazták ezt a büntetési módot. Első ténylegesen ilyen használatára az angol-búr háborúban került sor, amikor is ezzel a névvel (Concentration camp) az angolok összeterelték a civil búr lakosságot, főket gyerekeket és nőket, hogy így kényszerítsék megadásra a búr harcosokat. A táborokban 26 000 ember, főleg asszony és gyermek halt meg.

## Különböző államokban

### Szovjetunió
Az angolok után a sztálini Szovjetunióban alkalmazták másodjára a koncentrációs táborokat, ezek Gulag néven voltak ismertek. Általában szörnyűek voltak a munkakörülmények. Rengeteg politikai és hadifogoly, vagy rendszerellenes került fogságba, de szállítottak ide köztörvényes bűnözőket is vagy népcsoportokat pusztán etnikai alapon. A táborokban több millióan dolgoztak, az 1930-as évektől meginduló állami nagyberuházások munkaereje sokszor közvetlenül a Gulagból került ki. A második világháború ideje alatt a rendszert csúcsra járatták, milliókat deportálva és dolgoztatva halálra (civilek, hadifoglyok). A Gulag-rendszert csak az 1950-es évek legvégén számolták fel.

### Németország

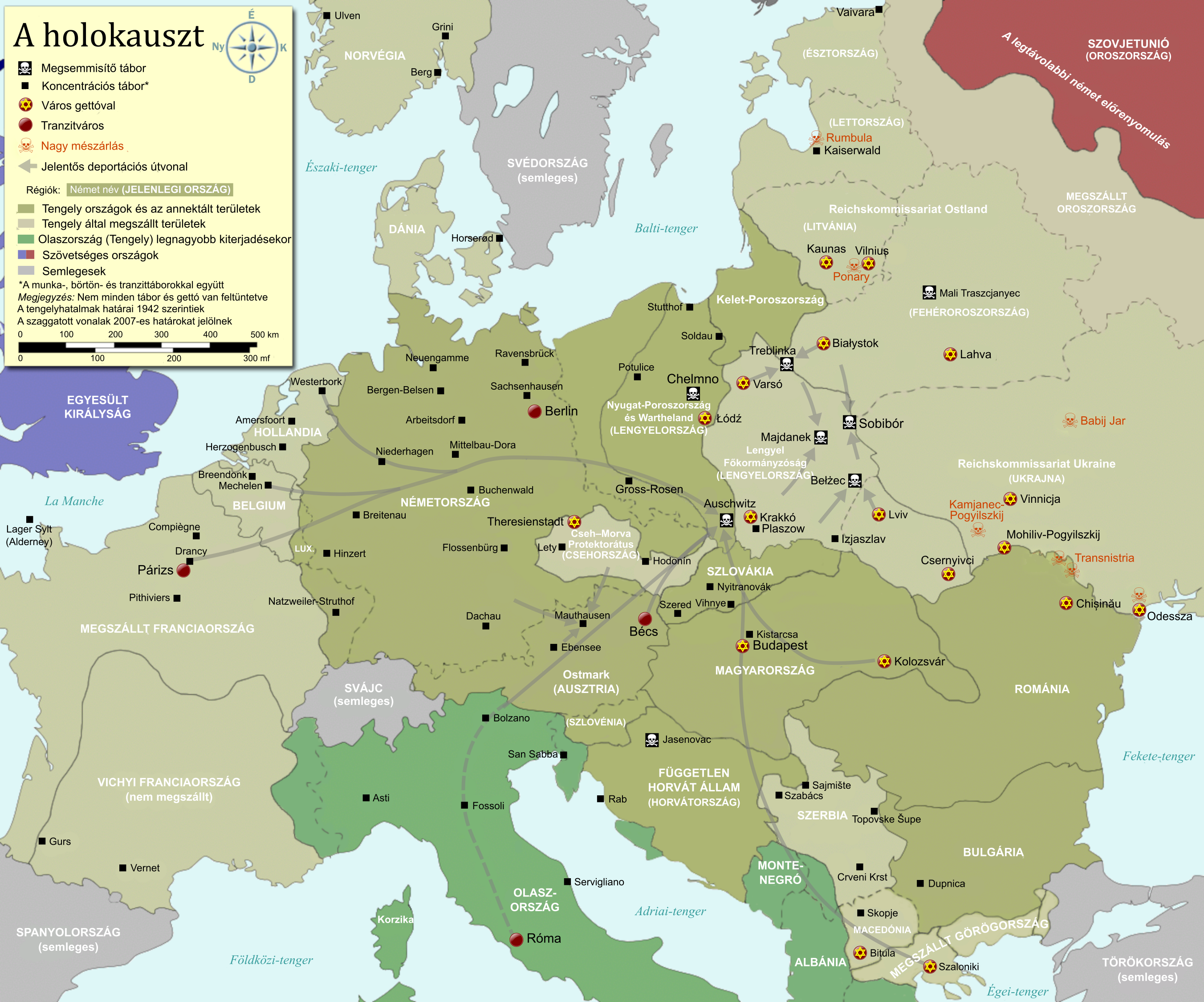
Koncentrációs táborok Európában a második világháború idején a főbb deportálási útvonalakkal

Németország először Namíbiában, az akkori Német Délnyugat-Afrika nevű területen állított fel koncentrációs táborként is értelmezhető büntetőtábort a német uralom ellen lázadó bennszülötteknek, akik 1904-től több betelepült németre rátámadtak, megölték őket, házaikat felgyújtották. A lázadás leverésére küldött tizenötezer fős hadsereg fel is morzsolta a lázadást, akiket pedig nem öltek meg vagy űztek el kényszermunkára hurcolták a táborba vasútépítésre. A fogvatartottak folyamatos bántalmazásnak voltak kitéve és alultápláltak voltak, a kegyetlenkedések miatt több mint 7000-en haltak meg a táboron belül.
Rögtön a Nemzetiszocialista Német Munkáspárt hatalomra jutása után a Harmadik Birodalomban felállították az első, úgynevezett „vad táborokat”, ezek lettek a későbbi koncentrációs táborok elődei. A hitleri Németországban nagyon sok ilyen tábor létezett, a háború idején milliószámra deportáltak ide embereket egész Európából, főleg zsidókat, kommunistákat, a rendszer ellenségeit, megszállt országok lakóit, de nagyon sok németet is. Az európai Holokauszt is a koncentrációs-, illetve megsemmisítő táborokban zajlott le. A táborok 1933 és 1945 között léteztek.

### Olaszország
Benito Mussolini Olaszországában is léteztek táborok, de ezek inkább munkatáborok voltak, semmint megsemmisítőtáborok. A táborok többségét már 1943-ban bezárták.

### USA
Az Amerikai Egyesült Államokban a japán támadás (1941) után állítottak fel a hadba lépést követően koncentrációs táborokat. A táborokban japán, német és olasz származású amerikai állampolgárokat tartottak fogva. Sok esetben már másod-, illetve harmadik generációs japán-, német- és olasz-amerikaiakat vetettek fogságba, nem is nézve azt, hogy az illető szimpatizált-e a tengelyhatalmakkal. Pusztán a származás volt a döntő, így több tízezer ember sínylődött ezekben az internálólágerekben a háború folyamán. A táborokat 1946-ra számolták fel.

### Jugoszlávia
Miután a tengelyhatalmak csapatai megtámadták és elfoglalták Jugoszláviát, szétesett az államrendszer, a horvátok kikiáltották a Független Horvát Államot. Már a háború alatt a hadviselő felek mindegyike (szerbek, horvátok, olaszok, németek) tízezrével tartották fogva az ellenségesnek vélt elemeket (pl. olaszok, szlovének, horvátok, albánok, szerbek). Ilyen tábor működött 1941 júniusától augusztus végéig Pag szigeten a Slano-öbölben, illetve nők és gyermekek számára ugyanezen szigeten Metanja mellett. A táborok kiürítését követően a foglyokat a legnagyobb horvát koncentrációs táborba, a Jasenovaci koncentrációs táborba vitték át. A mai napig nem történt meg sem az áldozatok összeszámlálása, sem rehabilitálódása.
A második világháború után a titói jugoszláv vezetés kollektívan kívánta büntetni a szerb hegemónia, illetve a jugoszláv egység ellen fellépőket. Ennek keretében tömegével végeztek ki több ezer magyart, „kollaboránsokat”, csetnikeket, királypártiakat, usztasákat, valamint a németekkel együttműködő személyeket. A csetnikeken kívül a tisztogatás azonban teljes mértékben etnikai színezetet öltött, hiszen az egykori délvidéki németeket teljesen megsemmisítették. Ennek keretében koncentrációs táborokat állítottak fel, amelyekbe hatalmas nagyságrendben deportálták az általuk kiválasztott személyeket. Csak a Vajdaság területén ilyen tábor állt többek között Tiszaistvánfalván (Járek) a kitelepített németek házaiban, működött tábor Szávaszentdemeter mellett, Rezsőházán, Mozsoron, Gádoron, valamint Bácskörtésen.

### Csehszlovákia
A második világháború utáni Csehszlovákiában is felállítottak többféle tábort, de itt – hasonlóan Jugoszláviához – igen erős etnikai színezetet is kapott az oda deportált emberek száma. Táborokba, majd menekülésre kényszerítettek rengeteg szudétanémetet, illetve a beneši dekrétumok alapján a felvidéki magyarok közül is sokakat Cseh- és Morvaország területére hurcoltak, ottani munkákra. Az itteni táborokat az 1950-es évek elejére megszüntették. Az áldozatoktól való bocsánatkérés, valamint a pontos szám megállapítása a mai napig sem történt meg.

### Kína
2018-tól a kínai muszlim ujgur kisebbség legalább 120 000 tagját tartják fogva fogolytáborokban, amelyeket a kínai hatóságok "átnevelő táboroknak" neveznek, és amelyek célja a fogvatartottak politikai gondolkodásának, identitásának és vallási meggyőződésének megváltoztatása. Az Amnesty International és a Human Rights Watch szerint 1 millió embert tartanak fogva ezekben a táborokban, amelyek a Hszincsiang régióban találhatók.

### Észak-Korea
Az észak-koreai rezsim a világ egyik legkegyetlenebb elnyomó gépezetét működteti még napjainkban is, amely nem nélkülözi a koncentrációs táborokat sem. Már az 1950-es évektől kezdve voltak ilyen jellegű objektumok Észak-Koreában, majd a koreai háború után az ellenséges hadifoglyokat is itt őrizték. A diktatúra fenntartásában oroszlánrészt vállalnak a táborok, ahol becslések között kb. a lakosság 1%-a él. A „háromgenerációs rendelet” értelmében a bűnös család 3 generációját kényszerítik táborokba. Rengetegen haltak és halnak meg napjainkban is ezekben a táborokban, becslések szerint a fogvatartottak 20%-a.
Egy 2013-ban napvilágot látott becslés szerint a táborokban hozzávetőlegesen 150-200 ezer ember sínylődik embertelen körülmények között, akiknek mindennapos feladata a túlélés a krónikus alultápláltság miatt.

### Magyarország
Magyarországon a Rákosi-korszakban léteztek a koncentrációs táborokra nagyban emlékeztető létesítmények, a legismertebb példája ennek a recski kényszermunkatábor volt. A hisztérikusan felszított „mindenhol ellenség van” hangulatban tömegesen deportálták a rendszernek nem tetsző egyéneket Recskre, de sok ember jutott a Kistarcsai Központi Internálótáborba, vagy a Hortobágyra is.